# Mindener Stichlinge
Mindener Stichlinge ist ein bundesweit bekanntes Amateurkabarett und kommt aus dem ostwestfälischen Minden in Nordrhein-Westfalen. Laut des Journalisten Hans-Jürgen Amtage sind die „Mindener Stichlinge“ das älteste Amateurkabarett Deutschlands.

## Geschichte
Minden ist Gründungsort und Sitz der Mindener Stichlinge. Das Kabarett wurde am 13. April 1966 gegründet. Gründer und langjähriger Leiter ist Birger Hausmann, der dafür 2016 den Ehrenring der Stadt Minden erhielt. Der Förderpreis ist zum 25-jährigen Bühnenjubiläum der Mindener Stichlinge zum ersten Mal 1994 ausgelobt worden. 2006 feierten sie ihr 40-jähriges Bühnenjubiläum und die Mindener Stichlinge sind somit das älteste aktive Amateurkabarett Deutschlands. Bekannte Mitglieder waren Sabine Leutheusser-Schnarrenberger und der Kabarettist und Autor Bernd Gieseking. 2007 wurde den Stichlingen der Bürgerpreis des Vereins „Mehr Minden“ verliehen.

## Auftritte
Das Programm für 2014 trägt den Titel „Unter jedem Dach ein Ach“. Es hatte am 24. Januar in Minden Premiere.

## FörderpreisMindener Stichling
Seit 1994 vergibt die Stadt Minden alle zwei Jahre den nationalen Kabarett-Förderpreis Mindener Stichling für literarisch-politisches Kabarett. Der Preis ist für Gruppen und Solisten mit jeweils 4.000 Euro dotiert und wird von einer fachkundigen Jury vergeben. Bisherige Preisträger waren:
- 1994
  - Solo: Lars Reichow (Wiesbaden)
  - Gruppe: Die Phrasenmäher (Berlin) (Achim Ballert, Karin Liersch und Frank Lüdecke)

- 1996
  - Solo: Volker Pispers (Düsseldorf)
  - Gruppe: Ganz Schön Feist (Göttingen)

- 1998
  - Solo: Lioba Albus (Dortmund)
  - Gruppe: Pigor und Eichhorn (Berlin)

- 2000
  - Solo: Uwe Steimle (Dresden)
  - Gruppe: Queen Bee (Hamburg)

- 2002
  - Solo: Luise Kinseher (München)
  - Gruppe: Pause-Alich (Bonn)

- 2004
  - Solo: Bodo Wartke (Berlin)
  - Gruppe: Das neue Kom(m)ödchen (Düsseldorf)

- 2006
  - Solo: Hans-Günter Butzko (Gelsenkirchen)
  - Gruppe: Weber-Beckmann (Essen)
  - Sonderpreis: Erstes Deutsches Zwangsensemble (Mathias Tretter, Philipp Weber und Claus von Wagner)

- 2008
  - Solo: Moritz Netenjakob (Köln)
  - Gruppe: Annamateur & Die Außensaiter (Dresden)

- 2010
  - Solo: Marc-Uwe Kling (Berlin)
  - Gruppe: Schwarze Grütze (Potsdam)

- 2012
  - Solo: Christoph Sieber
  - Gruppe: Das Geld liegt auf der Fensterbank, Marie

- 2014
  - Solo: Anny Hartmann (Leichlingen)
  - Gruppe: Michael Krebs und die Pommesgabel des Teufels (Hamburg)

- 2016
  - Solo: Nils Heinrich (Berlin)
  - Gruppe: Suchtpotenzial (Berlin)

- 2018
  - Solo: Nektarios Vlachopoulos (Heidelberg)
  - Gruppe: Simon & Jan

- 2020
  - Solo: Sulaiman Masomi (Köln)
  - Gruppe: Cocodello
- 2022
  - Solo: Negah Amiri (Köln)
  - Gruppe: Mackefisch (Mannheim)

- 2024[3]
  - Solo: Malarina
  - Gruppe: PopKabarett Korff-Ludewig